# Bob Carr
Robert John "Bob" Carr, född 28 september 1947 i Matraville i New South Wales, är en australisk politiker (Labor) och journalist. Han var Australiens utrikesminister 2012–2013. Samma år valdes han in i senaten. 
Carr var New South Wales premiärminister, dvs regeringschef för delstaten New South Wales, från 1995 till 2005.